# KV23
KV23 (Kings' Valley 23) è la sigla che identifica una delle tombe della Valle dei Re in Egitto; era la tomba del faraone Ay (XVIII dinastia), diretto successore di Tutankhamon.

## Storia

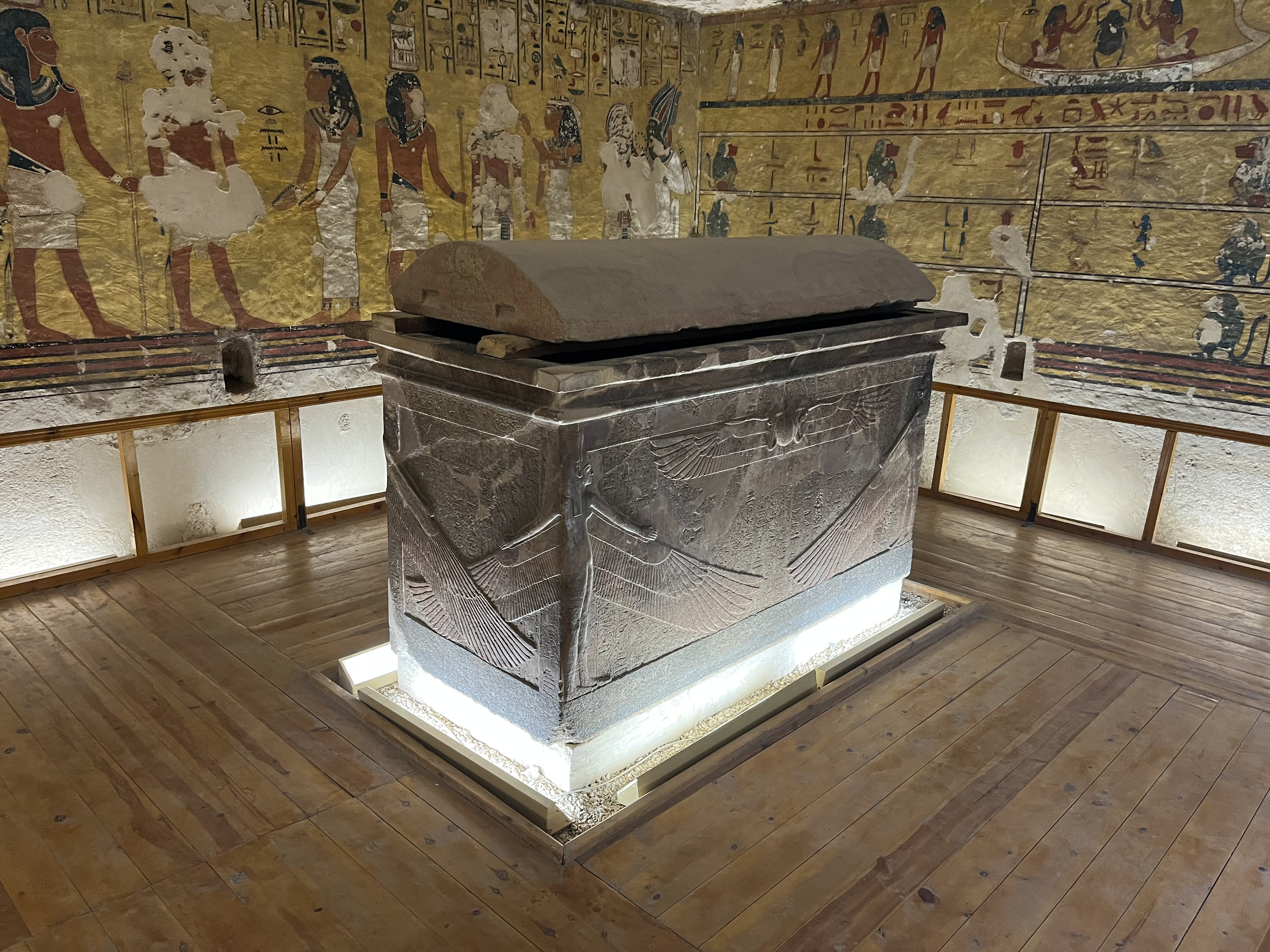
Camera funeraria e sarcofago di KV23

Ubicata nella Valle Occidentale (West Valley), è anche nota come WV23 o anche, secondo una denominazione locale, Bab el-Gurud ovvero Tomba delle scimmie per le decorazioni raffiguranti babbuini che ne ornano una delle pareti.
Scoperta e scavata da Giovanni Battista Belzoni nel 1816 per conto di Henry Salt, venne sottoposta a rilievi epigrafici nel 1824 da parte di Karl Richard Lepsius. Nel 1908 Howard Carter la sottopose a scavi sistematici rimuovendo, per disposizione di Gaston Maspero, i numerosi frammenti del sarcofago di granito rosso che, ricostruito, venne esposto al Museo Egizio del Cairo. Solo recentemente, il Supreme Council of Antiquities egiziano ha reinstallato il sarcofago nella tomba.
Nel 1972 la tomba fu oggetto di nuovi scavi sistematici a cura di Otto John Schaden.
Si ritiene generalmente che KV23 non fu espressamente predisposta come sepoltura di Ay, ma per un altro re; le ipotesi più accreditate indicano Amenhotep IV/Akhenaton, oppure Smenkhara o, ipotesi più probabile, Tutankhamon che, secondo alcuni studi, sarebbe dapprima stato sepolto in questa tomba per poi essere trasferito nella KV62.
Il mancato ritrovamento di depositi di fondazione non ha consentito, ad oggi, di suffragare tale ipotesi.
È dibattuto, inoltre, nonostante il ritrovamento di suppellettili funerarie a lui intestate, se lo stesso Ay sia mai stato sepolto in questa tomba giacché, in epoca imprecisata, immagini e cartigli del re vennero danneggiati; lo stesso sarcofago in granito venne spezzato ed il relativo coperchio rovesciato.

## Architettura
KV23 si presenta con una planimetria che richiama poco quella tipica delle tombe della XVIII dinastia, ad asse spezzato, ed è più simile a quella delle tombe della XX, con andamento lineare e senza variazioni dell’asse.
Dall’ingresso, una scala discendente porta ad un primo corridoio da dove una seconda scala conduce ad un secondo corridoio che immette in un vestibolo e, quindi, alla camera funeraria nella quale si apre un piccolo annesso forse destinato ad ospitare il vasi canopi del re.
Si ritiene che alcuni fori a media altezza nelle pareti del primo corridoio fossero destinati ad ospitare travi che dovevano servire a rallentare la discesa del pesante sarcofago e che la camera funeraria sia stata adattata da quella che, originariamente, doveva essere una camera con pilastri, tipica in altre tombe del medesimo periodo.

## Decorazioni

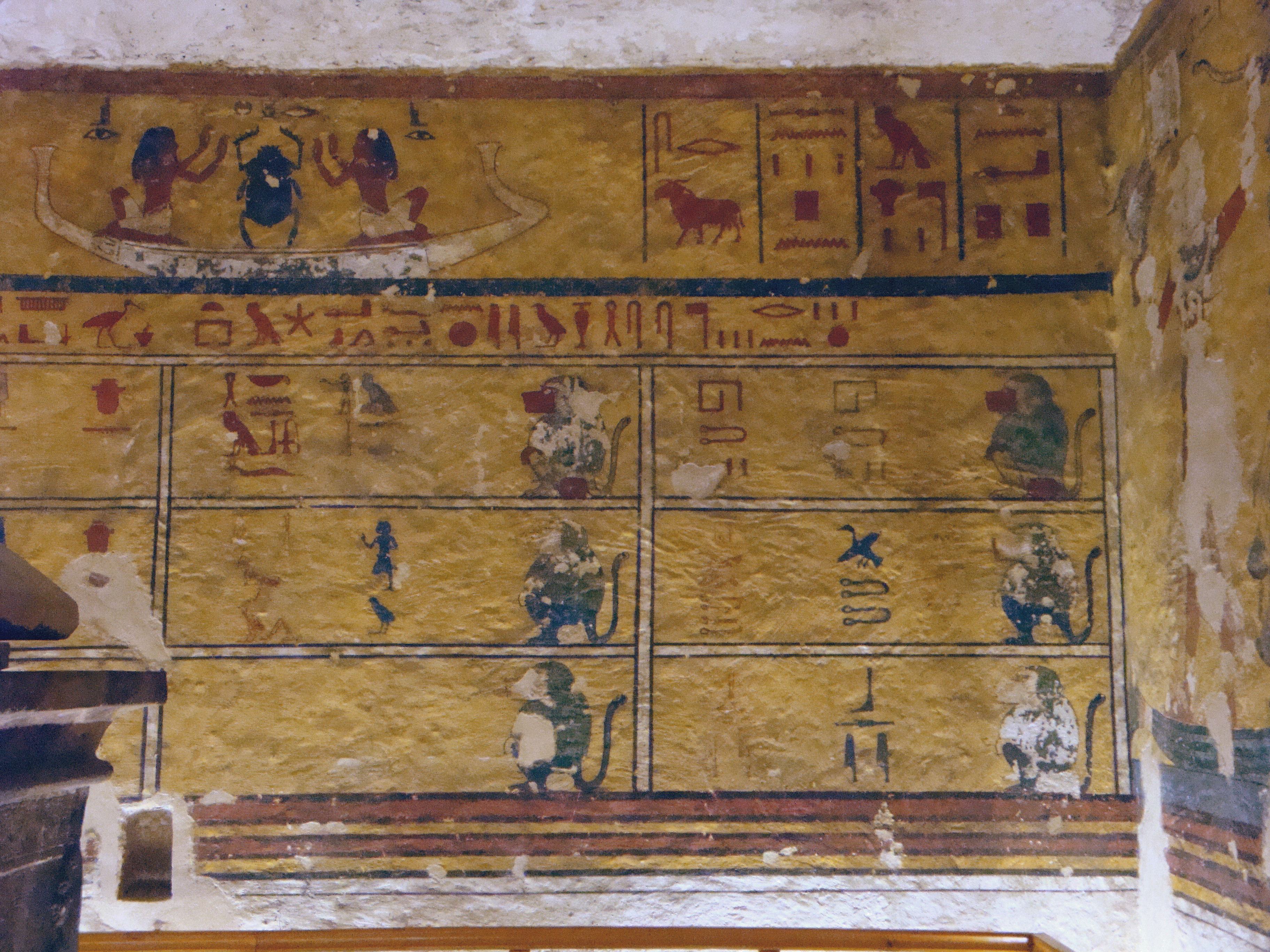
Particolare dei dodici babbuini che decorano la tomba KV23.

Solo la camera funeraria presenta pareti dipinte con decorazioni che ricordano molto quelle della KV62 di Tutankhamon; in particolare le raffigurazioni dei dodici babbuini, sacri a Thot, che rappresentano le ore della notte, del tutto simili a quelli della camera funeraria della KV62, lasciano supporre che medesimo sia stato l’artista che le realizzò.
Sono inoltre rappresentati, come nella tomba di Tutankhamon, capitoli del Libro dell’Amduat, nonché rappresentazioni del re in presenza di varie divinità tra cui Osiride, Hathor, Nut ed Imentet.
Inedita una scena di caccia agli uccelli nelle paludi. Per la prima volta, inoltre, sull’architrave dell’annesso appaiono dipinti i quattro figli di Horus protettori delle visceri contenute nei vasi canopi.
Tutte le immagini del re sono state abrase, salvo una che ne rappresenta il Kha; un'altra, pure rappresentante il Kha del re, venne solo leggermente sfregiata a dimostrazione, forse, del rispetto verso la specifica componente dell’anima secondo la religione egizia.
Il sarcofago, in granito rosso, è molto simile a quello di Tutankhamon per forma e schema decorativo; ai quattro angoli sono scolpite le quattro dee protettrici: Iside, Nephtys, Selkis e Neith .

## Ritrovamenti
Dai resoconti della scoperta, sembra di poter dedurre che Belzoni rinvenne nella KV23 solo i frammenti del sarcofago, che vennero poi asportati da Carter su disposizione di Gaston Maspero. Il coperchio del sarcofago, ribaltato, venne scoperto da Otto John Schaden solo nel 1972, unitamente a frammenti di legno laminati in oro pertinenti a statue di divinità, a rosette in bronzo del tipo di quelle rinvenute nella tomba di Tutankhamon e che adornavano un velo in lino, nonché pochi frammenti umani di incerta provenienza, e frammenti di vasellame risalenti, però alla fine del Nuovo Regno e al periodo romano.
Nessuna traccia si rinvenne del corpo del re e i danni subiti dal sarcofago fanno supporre che la tomba sia stata sottoposta a più furti. Tuttavia, il ritrovamento di lamine d’oro nella KV58  recanti il nome di Ay, sia come funzionario di Palazzo (durante i regni di Akhenaton e Tutankhamon), che come re, fanno ipotizzare che il corpo possa essere stato rimosso dalla sua tomba originale per sottrarlo ad ulteriori danni e che possa essere stato ospitato poi nella KV57 di Horemheb che presenta evidenti tracce di sepolture multiple e di utilizzo come deposito (cache) .

### Annotazioni
1. ↑  Le tombe vennero classificate nel 1827, dalla numero 1 alla 22, da John Gardner Wilkinson in ordine geografico. Dalla numero 23 la numerazione segue l’ordine di scoperta.
2. ↑  Per estensione, l'intera West Valley è denominata localmente Wadi el-gurud, ovvero Valle delle Scimmie
3. ↑  Il sarcofago è stato, tuttavia posizionato in direzione opposta quella che aveva all’atto del rinvenimento.
4. ↑  Otto John Schaden (1937- novembre 2015), direttore del Amenmesse Tomb Project dell’Università di Memphis, effettuò scavi e interventi conservativi nella tomba KV10 di Amenemes (da cui il nome del progetto), nonché nella KV23, KV24 e KV25.
5. ↑  I depositi di fondazione sono attestati fin dall’Antico Regno ed erano collocati con intento consacratorio della struttura (tempio, edificio sacro, tomba) cui erano destinati. Di solito contenevano oggetti miniaturizzati usati per le costruzioni (mattoni zappe, picconi, pale) o di carattere cultuale (amuleti, incenso, kohl), o offerte di piccoli animali o prodotti solidi e liquidi.
6. ↑  È stato tuttavia rilevato che i cartigli presenti sul coperchio del sarcofago non hanno subito danni, il che ha fatto supporre che quando venne ribaltato, l’azione distruttiva del nome del re non doveva ancora essere stata posta in essere.
7. ↑  Accanto all’ingresso, Belzoni incise il suo nome e la data della scoperta.
8. ↑  Probabilmente predisposto per diventare un pozzo verticale, non scavato.
9. ↑  Le lamine recavano tre volte il nome di Tutankhamon, due di queste unitamente al nome della regina Ankhesenamon; quattro volte il nome di Ay, prima dell’assunzione del trono, e tre volte come re.

### Fonti
1. ↑  Alberto SIliotti (2000), Guida alla Valle dei Re, Vercelli, White Star, p. 45.
2. ↑  Theban Mapping Project.
3. 1 2  Theban Mapping Project.
4. ↑  Alberto Siliotti (2000), p. 44.
5. ↑  Nicholas Reeves e Richard Wilkinson (2000), The complete valley of the Kings, New York, Thames & Hudson, p. 128.
6. 1 2 3 4  Reeves e Wilkinson (2000), p. 129.
7. ↑  Alberto Siliotti (2000), pp. 44-45.
8. ↑  Alberto Siliotti (2000), p. 45.